# IC 4728
IC 4728 est une vaste galaxie spirale barrée située dans la constellation du Paon. Sa vitesse par rapport au fond diffus cosmologique est de 4 556 ± 45 km/s, ce qui correspond à une distance de Hubble de 67,2 ± 4,8 Mpc (∼219 millions d'al). Cette galaxie a été découverte par l'astronome américain DeLisle Stewart en 1901.

## Groupe d'IC 4765
Selon A. M. Garcia IC 4728 fait partie du groupe d'IC 4765. Ce groupe de galaxies renferme au moins 31 membres dont trois du New General Catalogue et 19 de l'Index Catalogue.